# Colura calderae
Colura calderae är en bladmossart som beskrevs av Tamás Pócs. Colura calderae ingår i släktet Colura och familjen Lejeuneaceae. Inga underarter finns listade i Catalogue of Life.